# 1–27 South Tay Street
Unter der Adresse 1–27 South Tay Street in der schottischen Stadt Dundee in der gleichnamigen Council Area befindet sich eine Wohngebäudezeile. 1965 wurde das Bauwerk in die schottischen Denkmallisten in der höchsten Denkmalkategorie A aufgenommen.

## Beschreibung
Die Gebäudezeile wurde zwischen 1818 und 1829 nach einem Entwurf des schottischen Architekten David Neave errichtet. Es handelt sich um zehn Häuser, die sich in geschlossener Bauweise entlang der South Tay Street am Westrand des Stadtzentrums von Dundee erstrecken. Der südliche Abschluss erstreckt sich entlang der Nethergate in der Nähe des Wohn- und Geschäftshauses 133–139 Nethergate. Ihre westexponierten Hauptfassaden sind jeweils drei Achsen weit und paarweise spiegelsymmetrisch. Während entlang der Hauptfassade Sandsteinquader zu einem Schichtenmauerwerk verbaut wurden, besteht das Mauerwerk der rückwärtigen Fassaden aus Bruchstein. Die beiden abschließenden Häuserpaare treten leicht aus der Fassadenflucht heraus. Die dreistöckige Gebäudezeile ist klassizistisch ausgestaltet.
Die Eingangstüren sind über kurze Vortreppen zugänglich. An den äußeren Gebäudepaaren sind sie in Rundbogenöffnungen mit abschließenden Kämpferfenstern eingelassen und ionisch pilastriert. Die Pilaster tragen ein Gebälk mit schlichtem Gesimse. Der Eingangsbereich des zentralen Häuserspaars ist weitgehend analog ausgeführt, jedoch mit ionischen Säulen. Die Eingangstüren der übrigen beiden Gebäudepaare sind in rechteckige Öffnungen eingelassen und durch Dreiecksgiebel bekrönt. Die zwölfteiligen Sprossenfenster im Erdgeschoss sind schlicht bekrönt. Straßenseitig grenzt ein guss- und schmiedeeisernes Geländer die Gebäudezeile ab. Die Dächer sind mit grauem Schiefer eingedeckt. Verschiedene Dachgauben sind neueren Datums.